# Сіроманець (фільм)
«Сірома́нець» (рос. Сероманец) — художній телевізійний фільм, знятий у 1989 році на кіностудії імені Олександра Довженка режисером Петром Марусиком за однойменною повістю Миколи Вінграновського.

## Сюжет
Мисливці полюють на вовків. Вовки намагаються втекти, та мисливці звідусіль — вони стріляють з гелікоптера, снігоходів, із-за кущів. І збирають вбитих вовків… Живим залишається лише один — Сіроманець, якому вдається врятуватись. Але відтепер він постійно згадує розстріляну мисливцями зграю, вбитих вовчиць та вовченят…
Минає час. У лісі гуляє хлопчик Сашко. Він зустрічає вовка як свого старого знайомого, грається з ним та пригощає пиріжками.
Тим часом од села їде на коні Василь Чепіжний — місцевий мисливець, який дуже бажає вполювати Сіроманця. Він прив’язує коня, як приманку, а сам із рушницею лягає в засідку. Проте Сіроманець заходить до Чепіжного з іншого боку, лякає його та заганяє в болото… 
Через деякий час Чепіжний повертається у село та розповідає іншим мисливцям страшні історії про вовка. 
А Сашко відводить Сіроманця в більш безпечне місце та вибирає йому нору. І знов Сашко гуляє із Сіроманцем, який зустрічає його в лісі на шляху до школи та зі школи.
Проте Чепіжний не залишає думки вполювати Сіроманця. З іншими мисливцями він готує Сіроманцеві засідку та ловить його. Зв`язаного Сіроманця зачиняють у кузні, звідки вранці його повинні забрати до зоопарку. Але вночі Сашко через дах попадає до кузні та розв’язує вовка. Вранці, коли люди заходять до кузні, Сіроманець убігає. 
Повертаючись зі школи зі своєю однокласницею Галею, Сашко зустрічає Сіроманця. Він розповідає Галі про сліпоту вовка. Діти міркують про лікування вовка в Одеській лікарні. Сашко вирішує йти до Одеси. Галя допомагає зібратися у подорож.
Сашко із Сіроманцем намагаються уникати великих шляхів... На лугу вони зустрічаються із селянами, яких випадково лякає Сіроманець, відпочивають в гостинних господарів у занедбаному селі, переходять через промислову зону…
В Одесі, у тихому дворі лікарні, Сашко прив’язує Сіроманця, а сам йде до лікарні розпитати про лікування. 
В цей час усі собаки району вчиняють ґвалт, зачувши вовка. Сіроманець відбивається від собак та убігає зі двору лікарні. Сашко шукає Сіроманця в місті та не знаходить його.
Вовк намагається сховатись на військовому полігоні, але під час навчань попадає під обстріл та отримує поранення.
Ранений звір повертається в ліс, у нору, яку йому свого часу підібрав Сашко. 
Хлопчик знаходить пораненого Сіроманця в цій норі, бере його на руки та несе до села…

## Акторський склад
- Женя Забродін	...	Сашко
- Лесь Сердюк	...	Василь Чепіжний
- Костянтин Артеменко	...	Сіроманець-людина
- Таїсія Литвиненко	...	жінка Чепіжного
- Оксана Коноваленко	...	Галя Грушецька
- Таня Макарова	...	вчителька
- Василь Мазур	...	батько Сашка
- Людмила Никончук	...	мати Сашка
- Станіслав Рий	...	мисливець Шевчук
- Йосип Найдук	...	мисливець Побігайло